# Paralamyctes hornerae
Paralamyctes hornerae – gatunek parecznika z rzędu drewniakokształtnych i rodziny Henicopidae.
Gatunek ten opisany został w 2001 roku przez G.D. Edgecombego na podstawie 3 okazów z rejonu rzeki Styx.
Parecznik ten osiąga do 17 mm długości ciała i do 1,4 mm długości tarczy głowowej. U okazów przechowywanych w alkoholu tergity mają barwę żółtawobrązową do fiołkowej, czułki, szczękonóża i stopy żółtą, a pozostała część odnóży fiołkową. Głowa o płaskich oczach i narządzie Tömösváry’ego położonym na przednio-bocznej krawędzi pleurytu głowowego. Coxosterna szczękonóży szeroko trapezowate, na prawie poprzecznej krawędzi dentalnej mają po 6–12 małych, tępych ząbków. Żuwaczka z 4 parzystymi ząbkami i 8 sierpowatymi aciculae. Pierwsza para szczęk ma 4 lub 5 szczecinek na wyrostku biodrowym, osadzonych w jego części szczytowej. Liczba porów koksalnych na poszczególnych biodrach odnóży par od 12 do 15 wynosi od 2 do 4 u samców i od 3 do 5 u samic. Pory są położone w płytkich rowkach. Na goleniach odnóży par 1–14 obecny jest kolczasty wyrostek dystalny. Na odnóżach pary od 1 do 12 widoczne są delikatne ślady podziału stopy na człony, co jest cechą unikalną w obrębie rodzaju.
Wij endemiczny dla Australii, znany z Nowej Południowej Walii.